# 도키와촌 (아오모리현)
도키와촌(常盤村)은 아오모리현 미나미쓰가루군에 위치했던 촌이다. 2005년에 후지사키정과 합병되어 소멸했다。
도키와촌은 작은 자치체이며 촌의 면적은 아오모리현 가시와촌에 비해 2번째로 작다。도키와촌은 1889년 4월 1일에 정촌제가 시행되어 성립하였고 2005년 3월 28일에 구 후지사키정과 합병하여 새로운 후지사키정이 성립되어 소멸하였다.
현재는 후지사키정 북동부에 위치한다.

## 지리
도키와촌은 쓰가루 해협이 있어, 대부분이 평지이며. 촌의 중심으로 공장이 들어선 지역이 있지만, 나머지는 택지 및 농지가 대부분을 차지한다.

## 연혁
- 1889년 4월 1일 - 정촌제 시행에 의해 미나미쓰가루군 도키와촌, 도미키타테촌이 성립하였다.
- 1954년 5월 3일 - 도키와촌, 도미키타테촌과 합병해 도키와촌이 성립하였다.
- 1955년 11월 3일 - 이나카다테촌과의 경계가 변경되었다.
- 2005년 3월 28일 - 구 후지사키정과 합병하여, 새로운 후지사키정이 성립하였다.

## 교통

### 철도
- 오우 본선 : 기타토키와역

### 도로
- 일반도로
  - 국도 7호
- 주요 지방도
  - 아오모리 현도 38호 토키와니 이야마세 선
- 일반도로
  - 현도 136호 도키와신야마 선
  - 아오모리 현도 147호 마스다테 도노 선
  - 아오모리 현도 203호 조카이바시시로가네 선
  - 아오모리 현도 285호 나미오카후지사키 선